# بابلو فرنسيس
بابلو فرنسيس (بالإسبانية: Pablo Holman)‏ هو مغني تشيلي، ولد في 23 يوليو 1988.